# Estadio Pedro Marrero
Das Estadio Pedro Marrero ist ein Sportstadion in Havanna, Kuba. 18.000 der insgesamt 28.000 Plätze sind überdacht. Die Platzoberläche besteht aus Rasen, bei der Laufbahn handelt es sich um eine Kunststoffbahn.

## Name
Zunächst wurde das Stadion Gran Estadio Cervecería Tropical, oder meist kurz „La Tropical“ genannt. Nach der Revolution erhielt es seinen heutigen Namen. Er erinnert an Pedro Marrero Aizpurúa, der beim Angriff auf Moncada-Kaserne am 26. Juli 1953 ums Leben gekommen war.

## Veranstaltungen
Im Stadion finden heute überwiegend Fußballspiele statt. Es ist Heimspielstätte der kubanischen Fußballnationalmannschaft und der in der Meisterschaftsliga spielenden Auswahlmannschaft der Provinz Havanna. In der Vergangenheit fanden wiederholt College-Football-Spiele und Begegnungen der kubanischen Baseball-Liga statt.
2008 fanden in der 2. Qualifikationsrunde zur Fußball-Karibikmeisterschaft 2008 die Spiele der Gruppe G im Estadio Pedro Marrero statt.